# 龙头镇 (柳城县)
龙头镇，是中华人民共和国广西壮族自治区柳州市柳城县下辖的一个乡镇级行政单位。

## 行政区划
龙头镇下辖以下地区：
龙头社区、隆水村、田厂村、龙头村、新村、伏虎村、瓦窑村、旗山村、码头村和伏虎农场生活区。